# Sampson Dweh
Sampson Kargeoh Dweh Jr. (Monrovia, 10 ottobre 2001) è un calciatore liberiano, difensore del Viktoria Plzeň e della nazionale liberiana.

## Carriera

### Club
Ha iniziato la sua carriera professionistica in Liberia con il LPRC Oilers, con cui ha giocato la stagione 2021-2022 in prima squadra. Nel 2022 si è trasferito in Repubblica Ceca al Vyškov in seconda divisione.
Nel luglio del 2023 è stato ceduto in prestito con opzione al Viktoria Plzeň.

### Nazionale
L'11 giugno 2021 ha debuttato con la nazionale liberiana nell'amichevole persa per 1-0 contro la Mauritania.

## Statistiche

### Presenze e reti nei club
Statistiche aggiornate al 3 gennaio 2023.
| Stagione        | Squadra         | Campionato      | Campionato | Campionato | Coppe nazionali | Coppe nazionali | Coppe nazionali | Coppe continentali | Coppe continentali | Coppe continentali | Altre coppe | Altre coppe | Altre coppe | Totale | Totale | Totale |
| Stagione        | Squadra         | Comp            | Pres       | Reti       | Comp            | Pres            | Reti            | Comp               | Pres               | Reti               | Comp        | Pres        | Reti        | Pres   | Reti   |        |
| --------------- | --------------- | --------------- | ---------- | ---------- | --------------- | --------------- | --------------- | ------------------ | ------------------ | ------------------ | ----------- | ----------- | ----------- | ------ | ------ | ------ |
| 2021-2022       | LPRC Oilers     | 1D              | ?          | ?          | CL              | ?               | ?               | CCL+CCC            | 4+1                | -                  |             | -           | -           | 5+     | 0+     |        |
| 2022-2023       | Vyškov          | FNL             | 9+2        | 1+0        | CRC             | 3               | 0               |                    | -                  | -                  |             | -           | -           | 14     | 1      |        |
| 2023-2024       | Viktoria Plzeň  | 1L              | 16         | 2          | CRC             | 0               | 0               | UECL               | 12                 | 0                  |             | -           | -           | 28     | 2      |        |
| Totale carriera | Totale carriera | Totale carriera | 27+        | 3+         |                 | 3+              | 0+              |                    | 17                 | 0                  |             | -           | -           | 47+    | 3+     |        |

### Cronologia presenze e reti in nazionale
| Cronologia completa delle presenze e delle reti in nazionale ― Liberia | Cronologia completa delle presenze e delle reti in nazionale ― Liberia | Cronologia completa delle presenze e delle reti in nazionale ― Liberia | Cronologia completa delle presenze e delle reti in nazionale ― Liberia | Cronologia completa delle presenze e delle reti in nazionale ― Liberia | Cronologia completa delle presenze e delle reti in nazionale ― Liberia | Cronologia completa delle presenze e delle reti in nazionale ― Liberia | Cronologia completa delle presenze e delle reti in nazionale ― Liberia |
| Data                                                                   | Città                                                                  | In casa                                                                | Risultato                                                              | Ospiti                                                                 | Competizione                                                           | Reti                                                                   | Note                                                                   |
| ---------------------------------------------------------------------- | ---------------------------------------------------------------------- | ---------------------------------------------------------------------- | ---------------------------------------------------------------------- | ---------------------------------------------------------------------- | ---------------------------------------------------------------------- | ---------------------------------------------------------------------- | ---------------------------------------------------------------------- |
| 11-6-2021                                                              | Tunisi                                                                 | Mauritania                                                             | 1 – 0                                                                  | Liberia                                                                | Amichevole                                                             | -                                                                      |                                                                        |
| 14-6-2021                                                              | Tunisi                                                                 | Libia                                                                  | 0 – 1                                                                  | Liberia                                                                | Amichevole                                                             | -                                                                      | 9’                                                                     |
| 3-9-2021                                                               | Lagos                                                                  | Nigeria                                                                | 2 – 0                                                                  | Liberia                                                                | Qual. Mondiali 2022                                                    | -                                                                      | 91’                                                                    |
| 6-9-2021                                                               | Douala                                                                 | Rep. Centrafricana                                                     | 0 – 1                                                                  | Liberia                                                                | Qual. Mondiali 2022                                                    | -                                                                      |                                                                        |
| 30-9-2021                                                              | Alessandria d'Egitto                                                   | Egitto                                                                 | 2 – 0                                                                  | Liberia                                                                | Amichevole                                                             | -                                                                      | 73’                                                                    |
| 7-10-2021                                                              | Accra                                                                  | Liberia                                                                | 1 – 2                                                                  | Capo Verde                                                             | Qual. Mondiali 2022                                                    | -                                                                      |                                                                        |
| 10-10-2021                                                             | Mindelo                                                                | Capo Verde                                                             | 1 – 0                                                                  | Liberia                                                                | Qual. Mondiali 2022                                                    | -                                                                      |                                                                        |
| 13-11-2021                                                             | Tangeri                                                                | Liberia                                                                | 0 – 2                                                                  | Nigeria                                                                | Qual. Mondiali 2022                                                    | -                                                                      |                                                                        |
| 16-11-2021                                                             | Tangeri                                                                | Liberia                                                                | 3 – 1                                                                  | Rep. Centrafricana                                                     | Qual. Mondiali 2022                                                    | -                                                                      | 68’                                                                    |
| 24-3-2022                                                              | Aksu                                                                   | Liberia                                                                | 0 – 4                                                                  | Benin                                                                  | Amichevole                                                             | -                                                                      | 38’                                                                    |
| 27-3-2022                                                              | Aksu                                                                   | Sierra Leone                                                           | 1 – 0                                                                  | Liberia                                                                | Amichevole                                                             | -                                                                      |                                                                        |
| 29-3-2022                                                              | Aksu                                                                   | Liberia                                                                | 1 – 2                                                                  | Burundi                                                                | Amichevole                                                             | -                                                                      |                                                                        |
| 13-6-2022                                                              | Casablanca                                                             | Liberia                                                                | 0 – 2                                                                  | Marocco                                                                | Qual. Coppa d'Africa 2023                                              | -                                                                      |                                                                        |
| 25-9-2022                                                              | Alessandria d'Egitto                                                   | Niger                                                                  | 0 – 0                                                                  | Liberia                                                                | Amichevole                                                             | -                                                                      |                                                                        |
| 27-9-2022                                                              | Alessandria d'Egitto                                                   | Egitto                                                                 | 3 – 0                                                                  | Liberia                                                                | Amichevole                                                             | -                                                                      |                                                                        |
| 24-3-2023                                                              | Soweto                                                                 | Sudafrica                                                              | 2 – 2                                                                  | Liberia                                                                | Qual. Coppa d'Africa 2023                                              | -                                                                      |                                                                        |
| 28-3-2023                                                              | Monrovia                                                               | Liberia                                                                | 1 – 2                                                                  | Sudafrica                                                              | Qual. Coppa d'Africa 2023                                              | -                                                                      |                                                                        |
| 12-9-2023                                                              | Accra                                                                  | Ghana                                                                  | 3 – 1                                                                  | Liberia                                                                | Amichevole                                                             | -                                                                      |                                                                        |
| 14-10-2023                                                             | Khouribga                                                              | Liberia                                                                | 2 – 3                                                                  | Libia                                                                  | Amichevole                                                             | -                                                                      |                                                                        |
| 17-10-2023                                                             | Agadir                                                                 | Marocco                                                                | 3 – 0                                                                  | Liberia                                                                | Qual. Coppa d'Africa 2023                                              | -                                                                      | 90+3’                                                                  |
| 17-11-2023                                                             | Monrovia                                                               | Liberia                                                                | 0 – 1                                                                  | Malawi                                                                 | Qual. Mondiali 2026                                                    | -                                                                      |                                                                        |
| 20-11-2023                                                             | Monrovia                                                               | Liberia                                                                | 3 – 0 tav                                                              | Guinea Equatoriale                                                     | Qual. Mondiali 2026                                                    | -                                                                      |                                                                        |
| 20-3-2024                                                              | Marrakech                                                              | Gibuti                                                                 | 0 – 2                                                                  | Liberia                                                                | Qual. Coppa d'Africa 2025                                              | -                                                                      |                                                                        |
| 26-3-2024                                                              | Monrovia                                                               | Liberia                                                                | 0 – 0                                                                  | Gibuti                                                                 | Qual. Coppa d'Africa 2025                                              | -                                                                      |                                                                        |
| 5-6-2024                                                               | Johannesburg                                                           | Namibia                                                                | 1 – 1                                                                  | Liberia                                                                | Qual. Mondiali 2026                                                    | -                                                                      |                                                                        |
| 9-6-2024                                                               | Oujda                                                                  | São Tomé e Príncipe                                                    | 0 – 1                                                                  | Liberia                                                                | Qual. Mondiali 2026                                                    | -                                                                      | 62’                                                                    |
| 6-9-2024                                                               | Lomé                                                                   | Togo                                                                   | 1 – 1                                                                  | Liberia                                                                | Qual. Coppa d'Africa 2025                                              | -                                                                      |                                                                        |
| 10-9-2024                                                              | Monrovia                                                               | Liberia                                                                | 0 – 3                                                                  | Algeria                                                                | Qual. Coppa d'Africa 2025                                              | -                                                                      |                                                                        |
| 11-10-2024                                                             | Malabo                                                                 | Guinea Equatoriale                                                     | 1 – 0                                                                  | Liberia                                                                | Qual. Coppa d'Africa 2025                                              | -                                                                      |                                                                        |
| 14-10-2024                                                             | Monrovia                                                               | Liberia                                                                | 1 – 2                                                                  | Guinea Equatoriale                                                     | Qual. Coppa d'Africa 2025                                              | -                                                                      |                                                                        |
| 13-11-2024                                                             | Monrovia                                                               | Liberia                                                                | 1 – 0                                                                  | Togo                                                                   | Qual. Coppa d'Africa 2025                                              | -                                                                      |                                                                        |
| 17-11-2024                                                             | Tizi Ouzou                                                             | Algeria                                                                | 5 – 1                                                                  | Liberia                                                                | Qual. Coppa d'Africa 2025                                              | 1                                                                      |                                                                        |
| 19-3-2025                                                              | Monrovia                                                               | Liberia                                                                | 0 – 1                                                                  | Tunisia                                                                | Qual. Mondiali 2026                                                    | -                                                                      |                                                                        |
| 24-3-2025                                                              | Monrovia                                                               | Liberia                                                                | 2 – 1                                                                  | São Tomé e Príncipe                                                    | Qual. Mondiali 2026                                                    | -                                                                      | 73’                                                                    |
| Totale                                                                 |                                                                        | Presenze                                                               | 34                                                                     |                                                                        | Reti                                                                   | 1                                                                      |                                                                        |